# Baie de Soúda
La baie de Soúda est une baie situé près de la ville de Soúda au nord-ouest de l'île de la Crète. D'une longueur de 15 km, elle est un port naturel en eau profonde.
Elle est orientée dans le sens est-ouest et est entourée par la péninsule d'Akrotíri au nord et le cap Drápano.
Il s'y trouve la base navale de Crète, importante base navale de la marine hellénique et de l'OTAN.

## Source de la traduction
- (en) Cet article est partiellement ou en totalité issu de l’article de Wikipédia en anglais intitulé « Souda Bay » (voir la liste des auteurs).